# Olof Ljungström (jurist)
Gustaf Olof Ljungström, född 5 februari 1910 i Sankt Johannes församling i Stockholm, död 4 september 1972 i Lidingö församling i Stockholms län, var en svensk jurist och ämbetsman.
Olof Ljungström var son till sekreterare Andreas Ljungström och Maria Fernström. Efter studentexamen 1928 läste han juridik, blev juris kandidat 1933 och gjorde sin tingsmeritering vid Södra Roslags domsaga 1934–1937. Han tjänstgjorde sedan från 1937 vid länsstyrelsen i Stockholms län, där han blev andre länsnotarie 1944, förste länsnotarie 1953, länsassessor 1957 och förste länsassessor 1971.
Han var ordförande i hyresnämnden i Lidingö, Botkyrka och Danderyd, sekreterare i Stiftelsen Stockholms skärgård och ledamot av Stockholms skärgårds trafikråd.
Olof Ljungström gifte sig 1936 med Elsa "Essie" Bonell (1911–2002), dotter till advokaten Franz Bonell och Thyra Wahlquist. De fick fyra barn: Ulla (född 1939), Anders (född 1941), Brita "Bisse" (född 1944) och Gunnel (född 1949). Genom sonen Anders Ljungström blev han farfar till artisten Olle Ljungström.
Han är tillsammans med hustrun begravd på gamla delen av Lidingö kyrkogård.